# Lionel Bastos
Leonel Levy Lopes Bastos, més conegut com a Lionel Bastos (Maputo, Moçambic, 16 d'agost de 1956) és un cantant, compositor i productor de música moçambiquès que treballa principalment a Sud-àfrica.
A la dècada dels noranta va formar part d'una banda anomenada Be Like Water, que va tenir un hit de ràdio anomenat "Do not Go On" en 1996. La banda es va separar però va tocar concerts de reunió en 2013.
Ha publicat cinc àlbums en solitari, tots ells nominats als South African Music Awards ("SAMAs"). El seu segon àlbum, Simple, va guanyar  Millor àlbum contemporani adult el 1999.
El tercer àlbum de Bastos, Rising Above The Madness, fou editat en 2001. Tant l'àlbum com una de les seves cançons, "Thank You," van arribar al número 1 a les llistes en juny de 2001, durant dues setmanes consecutives.
En maig de 2010, Bastos i el locutor de ràdio Doug Anderson van organitzar un concert en el qual van participar diversos artistes sud-africans destacats (incl. Farryl Purkiss, Merseystate, i Wendy Oldfield) a benefici de les víctimes del terratrèmol d'Haití del 2010, al  Baxter Concert Hall a Ciutat del Cap.
Al novembre de 2015, va llançar el seu sisè àlbum, Songs From My Phone. Tot l'àlbum es gravat directament des de les notes de veu registrades a la gravadora de veu estàndard de l'iPhone, en el que es creu que és el primer al món.